# Celso de Magalhães
Celso Tertuliano da Cunha Magalhães (Viana - Maranhão, 11 de novembro de 1849 -?, 9 de junho de 1879), conhecido como Celso de Magalhães, foi um escritor brasileiro e o pioneiro do estudo do folclore no Brasil, adotando uma metodologia que lançou as bases do folclorismo nacional. Seu trabalho focou especialmente a poesia popular, mas ele incursionou por outras áreas como o teatro, a poesia, a ficção e a crítica.
Começou sua carreira de folclorista produzindo artigos sobre a tradição oral de origem portuguesa quando ainda era estudante de Direito, que foram publicados em 1873 sob o título A poesia popular brasileira no jornal acadêmico O Trabalho, de Recife, versando sobre uma multiplicidade de temas do folclore. Os dez artigos foram republicados em outros jornais e o autor tinha planos de reuní-los em um livro, mas os manuscritos se perderam e com eles significativa quantidade de material inédito igualmente desapareceu.
O seu primeiro trabalho ficcional foi a novela Ela por ela, que apareceu no jornal O País em 1870, à qual se seguiram outras obras de ficção, como o romance Um estudo de temperamento (1870) e a novela Pelo Correio (1873). No campo do teatro deixou um esboço incompleto intitulado O Processo Valadares (1873) e o drama perdido O Padre Estanislau, além de prefácios para peças alheias e coletâneas de crônicas teatrais.